# تیم دوچرخه‌سواری فریسول
تیم دوچرخه‌سواری فریسول (انگلیسی: Frisol) یک تیم دوچرخه‌سواری در هلند بود.
این تیم در سال ۱۹۷۳ تأسیس و در سال ۱۹۷۷ منحل شد. 